# Spionens öga
Spionens öga (franska: L'œil du Monocle) är en fransk kriminalfilm från 1962 i regi av Georges Lautner.
Filmen är en uppföljare till Svarta monokeln från 1961.

## Rollista i urval
- Paul Meurisse - major Dromard, 'Le Monocle'
- Elga Andersen - Erika Murger
- Gaia Germani - Diana
- Charles Millot - kommissaire Matlof
- Maurice Biraud - Martigue
- Robert Dalban - Poussin
- Raymond Meunier - Bob Dugoinneau
- Henri Cogan - Archiloque
- Paul Mercey - Schlumpf
- Georges Lautner - tysk officer